# Tillsats (plasttillverkning)
Inom plasttillverkning avser tillsats, även kallad additiv, en komponent som blandas med en polymer för att bilda en plast. En tillsats förändrar polymerens egenskaper. 

## Vanliga tillsatser
- Fyllnadsmedel
- Mjukgörare
- Flamskydd
- Slagseghetstillsatser
- UV-stabilisatorer
- Fungicider (antisvamp)
- Antistattillsatser